# Ivo Benkovič (pravnik)
Ivo Benkovič, slovenski pravnik in politik, * 24. junij 1875, Kamnik, † 23. september 1943.

## Življenje in delo
Po končani gimnaziji 1894 v Ljubljani je nadaljeval s študijem prava na Dunaju in 1902 doktoriral. Od 1905 je bil odvetnik v Brežicah, v Celju od 1910 ter od 1918 v Ljubljani, kjer je postal tudi član uprave Trboveljske premogovne družbe. Objavil je krajše literarne spise in članke v Vrtcu in političnih listih, in pod psevdonimom »Benko« dramo Strahomir (Gorica, 1898), prevedel Manzonijev zgodovinski roman Zaročenca (COBISS) ter izdajal politično in gospodarsko glasilo Posavsko stražo (Brežice, 1906–1908), napisal študijo Die Slovenen u. der Landeshaushalt Steiermarks (1912). Kot kandidat Slovenske ljudske stranke je zastopal volilni okraj Brežice-Sevnica-Laško v državnem zboru 1907–1918 in okraj Celje-Vransko-Gornji grad-Laško v štajerskem deželnem zboru 1911 do 1918.